# Джодхпур (округ)
Джодхпу́р (хинди जोधपुर ज़िला; англ. Jodhpur) — округ в индийском штате Раджастхан. Расположен в центральной части штата. Образован в 1949 году на месте одноимённого княжества. Разделён на 5 подокругов. Административный центр округа — город Джодхпур. Округ является центром исторического региона Марвар. Согласно всеиндийской переписи 2001 года население округа составляло 2 886 505 человек. Уровень грамотности взрослого населения составлял 57,38 %, что ниже среднеиндийского уровня (59,5 %). Доля городского населения составляла 33,85 %.

## Экономика
В Джодхпуре расположена крупнейшая на Земле солнечная электростанция (фотоэлектростанция)- Солнечный парк Бхадла мощностью 2285 МВт, занимающий площадь 57 квадратных километров.